# Лагадина
Лагадина или Лугадина (грч. Λαγκαδάς, Лангадас) је град и седиште истоимене општине у периферији Средишња Македонија, Грчка. Према попису из 2021. године било је 8.447 становника.
Према бугарском географу и историчару, Василу Канчову, у Лагадини је 1900. године живело 1.500 Словена хришћана, 525 Турака, 250 Рома и 150 Јевреја. Почетком 20. века словенско становништво је хеленизовано. После Балканских ратова насељавају се грчки колонисти због чега град бележи пораст броја становника са 2.500 колико их је било 1913. на 3.327 1920. године. Године 1924. турско становништво је принудно исељено у Турску а на њихово место је насељено 2.040 грчких избеглица. Током Другог светског рата локално јеврејско становништво је 1943. године било ликвидирано од стране немачког окупатора.

## Познате личности
- Зубејде Ханим, мајка Мустафе Кемала Ататурка